# 萊比錫孟德爾頌音樂戲劇學院
莱比锡门德尔松音樂戲劇學院（德語：Hochschule für Musik und Theater „Felix Mendelssohn Bartholdy“ Leipzig）是一所位於德國薩克森萊比錫的大學。於1843年由身為萊比錫布商大廈管絃樂團指揮、名作曲家及鋼琴家身分的费利克斯·门德尔松·巴托尔迪(所創立的音樂學校，同時也是現今德國歷史最悠久之音樂學院。之後很快地發展成歐洲具代表性之音樂學院之一。
於1919年由聖托馬斯教堂(Thomaskirche)唱詩班指揮與管風琴家所建立的教會音樂研究中心(Kirchenmusikalische Institut)(縮寫: K.I.)被收入本音樂學院的傳統音樂領域。直到1972年本音樂學院才以過去榮譽建立者之名所命名。1992年，德國歷史上第一所戲劇學院"萊比錫漢斯‧奧圖戲劇學院"(Theaterhochschule „Hans Otto“ Leipzig)與本音樂學院合併。
门德尔松音樂戲劇學院與下列音樂機構有在人員培訓與實習上有密切地合作關係: 萊比錫布商大廈管弦樂團(Gewandhausorchester Leipzig)、萊比錫歌劇院 (Oper Leipzig)、西薩克森交響樂團(Westsächsisches Symphonieorchester)、以及各中德劇院，如凱姆尼茲市立劇院(Städtisches Theater Chemnitz)、州立德勒斯登劇院(Staatsschauspiel Dresden)、哈勒新劇院(Neues Theater Halle)、萊比錫劇院(Schauspiel Leipzig)、以及位於威瑪的德意志國家劇院(Deutsches Nationaltheater)(縮寫: DNT)。

## 歷史

### 馬德堡分校
於1978至1994年間，此校在马格德堡有分校之校址。在東德時期，此校的曼陀林主修課程被視為重要的據點。除此之外，學生在此分校可以吉他、合唱聲樂或小提琴為主修就讀。1994年在分校校長任內，此分校被當時新建立的奥托·馮·格里克大學(Otto-von-Guericke-Universität Magdeburg)的音樂研究中心(Institut für Musik)所收入。

### 教會音樂研究中心
教會音樂研究中心(Kirchenmusikalische Institut)於1992年此研究中心再度被建立，而其創始可追溯至Karl Straube教授(1873–1950)於1921年的建立，同時代表德國重要的傳統。屬於學院的第三學系，並提供教會音樂、合唱指揮與管風琴之學士與碩士等學程。

### 校名沿革
- 1843–1876：音樂學院(Conservatorium der Musik)
- 1876–1924：皇家音樂學院(Königliches Konservatorium der Musik zu Leipzig)
- 1924–1941：州立萊比錫音樂學院(Landeskonservatorium der Musik zu Leipzig)
- 1941–1944：國立音樂、音樂教育與表演藝術學院(Staatliche Hochschule für Musik, Musikerziehung und darstellende Kunst)
- 1946–1972：國立音樂學院 - 门德尔松學院(Staatliche Hochschule für Musik – Mendelssohn-Akademie)
- 1972–1992：门德尔松音樂學院(Hochschule für Musik „Felix Mendelssohn Bartholdy“)
- 1992年至今：萊比錫门德尔松音樂戲劇學院(Hochschule für Musik und Theater „Felix Mendelssohn Bartholdy“ Leipzig)

## 校址
學校坐落於萊比錫市中心南邊的音樂街區(Musikviertel)，學校主要建築位於格拉西街(Grassistraße)，在維希特街(Wächterstraße)與貝多芬街(Beethovenstraße)之間。與萊比錫科技，經濟，文化大學(Hochschule für Technik, Wirtschaft und Kultur Leipzig)以及萊比錫視覺藝術學院(Hochschule für Grafik und Buchkunst Leipzig)辟鄰。鄰近尚有機構如萊比錫大學圖書館(Universitätsbibliothek Leipzig)、當代藝術美術館(Galerie für Zeitgenössische Kunst)以及德國聯邦最高行政法院(Bundesverwaltungsgericht)。另一學校建築坐落於迪特希環路(Dittrichring)圓角落紀念博物館(Gedenkstätte Museum in der "Runden Ecke")的正對面，正好在萊比錫劇院(Schauspiels Leipzig)附近。

## 學術單位
自1999年起由於博洛尼亚进程的緣故，傳統文憑制度與學士碩士制度是個頻繁被爭論的爭論點，從2010冬季學期起，所有科系都按此章程辦學招生。

### 第一學系
- 銅管樂器 / 打擊樂器 (Fachrichtung Blasinstrumente / Schlagzeug)
- 指揮 / 伴奏 (Fachrichtung Dirigieren / Korrepetition)
- 爵士音樂 / 流行音樂(器樂) (Fachrichtung Jazz / Popularmusik (instrumental))
- 鋼琴 ()
- 弦樂器 / 豎琴 (Fachrichtung Streichinstrumente / Harfe)

### 第二學系
- 古音樂 (Fachrichtung Alte Musik)
- 古典聲樂 / 音樂劇場 (Fachrichtung Klassischer Gesang / Musiktheater)
- 爵士流行音樂歌唱 / 音樂劇 (Fachrichtung Gesang Popularmusik-Jazz / Musical)
- "漢斯‧奧圖"戲劇研究中心 (Schauspielinstitut "Hans Otto")

此戲劇研究中心提供為期8月學期長度的碩士學程，前四學期課程必須在學院內修畢，後5到8學期必須於凱姆尼茲市立劇院(Städtisches Theater Chemnitz)、州立德勒斯登劇院(Staatsschauspiel Dresden)、哈勒新劇院(Neues Theater Halle)、或萊比錫劇院(Schauspiel Leipzig)擇一完成實習課程。

### 第三學系
- 劇本寫作 (Fachrichtung Dramaturgie)
- 教會音樂研究中心 (Kirchenmusikalisches Institut / K.I.)
- 作曲 ()
- 音樂教育研究中心 (Institut für Musikpädagogik)
- 音樂學研究中心 (Institut für Musikwissenschaft)

## 研究

### 音樂學
音樂學、音樂教育與說話等學系著力於"14-16世紀器樂樂種: 即興-風格-曲種"的學術研究. 並由亞歷山大‧馮‧洪堡基金會(Alexander von Humbolt-Stiftung)所贊助。

### 音樂理論
於2006年與隸屬普魯士文化資產基金會(Stiftung Preußischer Kulturbesitz)之下的國立音樂研究院(Staaliches Institut für Musikforschung, SIM)，德國音樂理論協會(Deutsche Gesellschaft für Musiktheorie)以及屬托馬斯教堂樂長Georg Christoph Biller的托馬斯論壇(Forum Thomanum)共同創辦

## 學院圖書館
隨音樂院的創辦即有此圖書館。起初許多地方音樂人士捐贈資源，如第一位校長Heinrich Conrad Schleinitz(1802-1881)與捐贈者Hedwig von Holstein(1819-1897)。1853年薩克森國王斐德烈‧奧古斯圖二世(Friedrich August II, 1797-1854)來自德勒斯登皇家圖書館珍貴的複製品。二十世紀初音樂學家Johannes Wolgast為此圖書館新增館藏。1965年圖書館將哈勒學院館藏與女歌手Maria von Marra-Vollmer(1822-1878)藏書納入館藏。演員漢斯奧圖(Hans Otto)的蒐藏於1993年被納入館藏。
學院圖書館總共有200000件可供借閱等的媒體，並每年新增2500件館藏，其中約50000本書、150種雜誌、135000本樂譜、16000聲影資料以及電子資源。

## 著名教學者及校友

### 著名學院教授
- 费利克斯·门德尔松·巴托尔迪 ，德國作曲家、布商大廈樂團指揮、建校者之一
- 罗伯特·舒曼 ，德國作曲家
- 卡尔·尤利耶维奇·达维多夫 ，俄國作曲家、指揮及大提琴家
- 尼尔斯·加德 ，丹麥作曲家及指揮
- 萨洛蒙·雅达松 ，猶太德籍作曲家、鋼琴家及音樂理論家
- 齐格弗里德·卡格-埃勒特 ，德國作曲家、音樂理論家、音樂教育家、鋼琴家及管風琴家
- 尤利乌斯·克伦格尔 ，德國大提琴家
- 伊格纳兹·莫谢莱斯 ，猶太捷克籍作曲家、鋼琴家及音樂教育家
- 马克斯·雷格 ，德國作曲家、鋼琴家及指揮
- 卡尔·赖内克 ，德國作曲家、鋼琴家及指揮

### 著名校友
- 阿瑟·萨利文 ，英國作曲家
- 爱德华·格里格 ，挪威作曲家
- 莱奥什·雅纳切克 ，捷克作曲家
- 尤利乌斯·伦特根 ，荷蘭作曲家
- 克里斯蒂安·辛丁 ，挪威作曲家
- 伊薩克·阿爾貝尼茲 ，西班牙作曲家及鋼琴家
- 弗雷德里克·戴留斯 ，英國作曲家
- 費利克斯·萬加特納 ，奧地利指揮、作曲家、鋼琴家及作家
- 齐格弗里德·卡格-埃勒特 ，德國作曲家、音樂理論家、音樂教育家、鋼琴家及管風琴家
- 威廉·巴克豪斯 ，德國鋼琴家
- 埃爾文·舒爾霍夫 ，猶太捷克籍作曲家及鋼琴家
- 瓊·萊夫斯 ，冰島作曲家
- 赫爾穆特·瓦爾哈 ，德國管風琴家及大鍵琴家
- 羅饒·米克羅斯 ，匈牙利裔美籍電影配樂作曲家
- 卡爾·李希特 ，德國合唱指揮、樂團指揮、大鍵琴及管風琴家
- 克勞斯·滕施泰特 ，德國指揮家
- 庫特·馬舒爾 ，德國指揮家
- 汉斯-约阿希姆·罗奇(Hans-Joachim Rotzsch )，德国男高音、合唱指挥

## 外部連結
- 萊比錫门德尔松音樂戲劇學院官方网站 （页面存档备份，存于）

1. ↑  . www.hanwuyue.com.   [2025-05-27] （中文）.
2. ↑  . 中国教育在线.   [2025-05-27].
3. ↑  . www.hmt-leipzig.de.   [2025-05-27].